# Euryops pectinatus

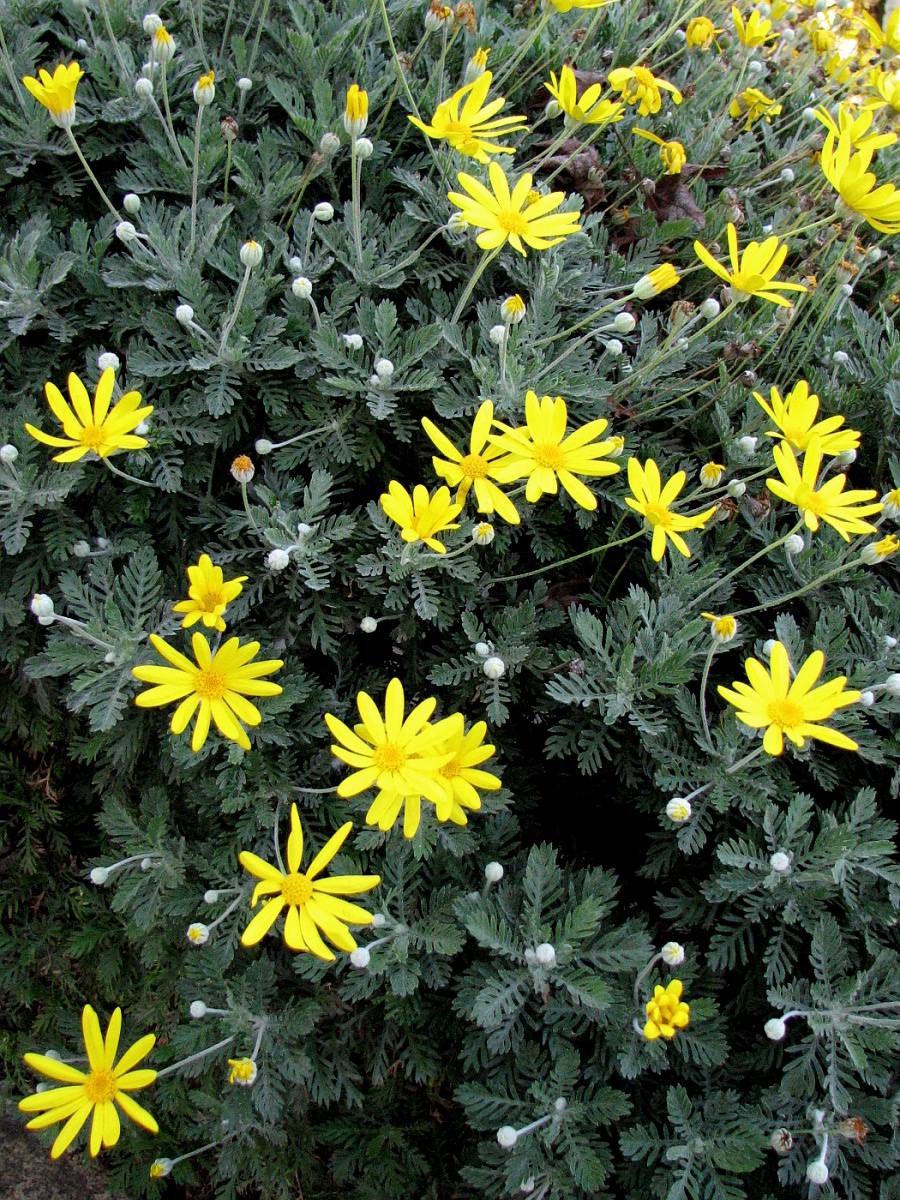
Euryops pectinatus.

Espèce
Classification phylogénétique
L'Euryops pectiné (Euryops pectinatus) est une espèce de plante à fleurs de la famille des Asteraceae, originaire d'Afrique du Sud.
Il est cultivé comme plante ornementale.
Synonyme : Othonna pectinata L. est le nom donné en premier (basionyme) à la plante par Linné en 1753 dans Species Plantarum. En 1820, Cassini déplaça l'espèce dans le genre Euryops.

## Étymologie
Le nom de genre Euryops dérive du grec eurys « grand » et ops « œil », évoquant le capitule. L'épithète spécifique pectinatus  est un mot latin signifiant « disposé en forme de peigne » (Gaffiot) en référence à la division des feuilles en pinnules rapprochées.

## Description
L'Euryops pectiné est un arbuste très ramifié, d'environ 1,50 m de haut. Les tiges érigées, ligneuses, se ramifient dans leur partie supérieure en rameaux portant les feuilles, très rapprochées.
Les feuilles d'un gris verdâtre, couvertes d'un duvet pruineux, sont pennatifides à pennatipartites, c'est-à-dire profondément divisées en segments alignés comme les dents d'un peigne (d'où le qualificatif de pectiné). La feuille fait de 40 à 100 mm de long
Le capitule jaune est formé à la périphérie de fleurs ligulées, femelles et au centre de fleurs tubulées, bisexuées.
En France, la floraison s'étale de l'automne à la fin du printemps.

## Distribution
L'Euryops pectiné est endémique dans le sud  du Cap-Oriental en Afrique du Sud.

## Culture
L'euryops pectiné se cultive comme plante ornementale sous les climats doux.
Dans les emplacements ensoleillés, sa croissance est rapide.